# Fischer-Gruppe
Eine Fischer-Gruppe ist in der Gruppentheorie eine der drei sporadischen Gruppen, die nach Bernd Fischer benannt wurden.
Die drei Gruppen wurden von Fischer im Zuge seiner Beschäftigung mit sogenannten 3-Transpositionsgruppen im Jahr 1971 bzw. 1976 entdeckt. (Erste Hinweise von Fischer auf die Gruppen gibt es jedoch schon in den Vortragsbüchern des Jahres 1969 aus dem Mathematischen Forschungsinstitut Oberwolfach.)
Darüber hinaus wird manchmal auch die Baby-Monstergruppe, die zweitgrößte der sporadischen Gruppen, die ebenfalls von Bernd Fischer entdeckt wurde, zu den Fischer-Gruppen gezählt.

## Die drei Fischer-Gruppen
- Die Fischer-Gruppe F22 hat die Ordnung 64.561.751.654.400 = 217·39·52·7·11·13.
- Die Fischer-Gruppe F23 hat die Ordnung 4.089.470.473.293.004.800 = 218·313·52·7·11·13·17·23.
- Die Fischer-Gruppe F24 hat die Ordnung 1.255.205.709.190.661.721.292.800 = 221·316·52·73·11·13·17·23·29.

## Bezeichnungen
Im Gegensatz zu den anderen sporadischen Gruppen sind die Bezeichnungen sehr uneinheitlich. Meist werden sie mit F22, F23 und F24 oder Fi22, Fi23 und Fi24' bezeichnet, während Fischer selbst die Gruppen mit M(22), M(23) und M(24)′ bezeichnete. (Auch wird manchmal nur Fi24 anstelle von Fi24' geschrieben. In der Regel ist Fi24 aber die Bezeichnung der vollen 3-Transpositionsgruppe, die nicht einfach ist, die aber eine einfache Untergruppe vom Index 2 hat, die dann die sporadische Gruppe Fi24' bildet.)